# Jack Novak
Jack Novak (né le 7 janvier 1933 à Kitchener, dans la province de l'Ontario au Canada) est un joueur professionnel canadien de hockey sur glace.

## Statistiques
| Saison    | Équipe                            | Ligue |    | Saison régulière | Saison régulière | Saison régulière | Saison régulière | Saison régulière |   | Séries éliminatoires | Séries éliminatoires | Séries éliminatoires | Séries éliminatoires | Séries éliminatoires |
| Saison    | Équipe                            | Ligue | PJ | B                | A                | Pts              | Pun              | PJ               | B | A                    | Pts                  | Pun                  |                      |                      |
| 1951-1952 | Greenshirts de Kitchener-Waterloo | AHO   | 50 | 7                | 12               | 19               | 0                | -                | - | -                    | -                    | -                    |                      |                      |
| 1952-1953 | Fighting Sioux du Dakota du Nord  | NCAA  | -  | -                | -                | -                | -                | -                | - | -                    | -                    | -                    |                      |                      |
| 1952-1953 | Greenshirts de Kitchener-Waterloo | AHO   | 54 | 2                | 8                | 10               | 0                | -                | - | -                    | -                    | -                    |                      |                      |
| 1953-1954 | Mercurys de Toledo                | LIH   | 63 | 4                | 16               | 20               | 106              | -                | - | -                    | -                    | -                    |                      |                      |
| 1954-1955 | Mercurys de Toledo                | LIH   | 51 | 0                | 9                | 9                | 80               | -                | - | -                    | -                    | -                    |                      |                      |
| 1955-1956 | Mercurys de Toledo-Marion         | LIH   | 47 | 4                | 12               | 16               | 69               | -                | - | -                    | -                    | -                    |                      |                      |
| 1956-1957 | Mercurys de Toledo                | LIH   | 46 | 1                | 7                | 8                | 44               | -                | - | -                    | -                    | -                    |                      |                      |
| 1957-1958 | Mercurys de Toledo                | LIH   | 64 | 3                | 17               | 20               | 56               | -                | - | -                    | -                    | -                    |                      |                      |